# Australia Day
L'Australia Day (le « Jour de l'Australie »), parfois nommé Anniversary Day, Invasion Day ou Foundation Day, est la fête nationale australienne.

## Histoire

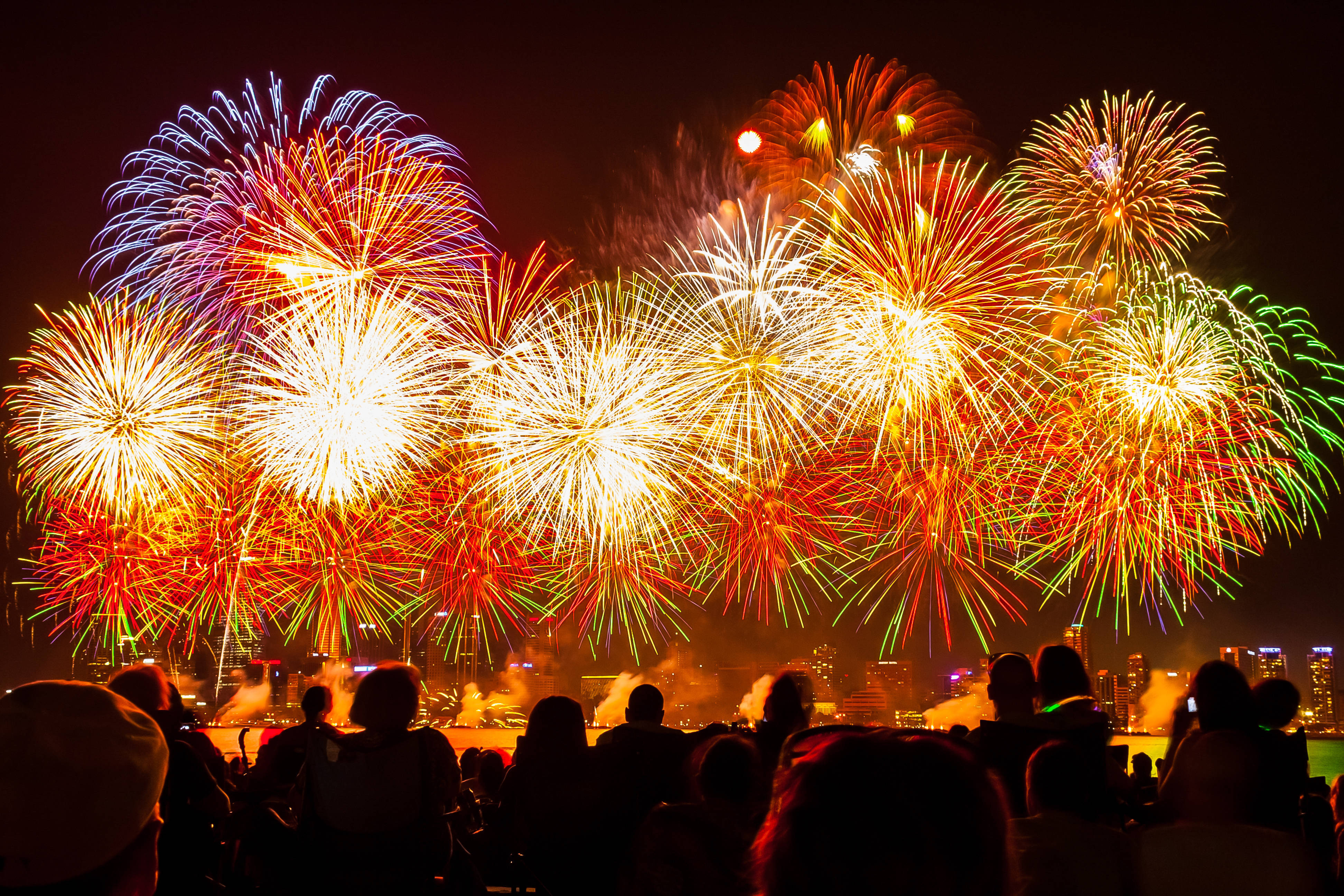
Australia Day à Perth (Australie-Occidentale). Janvier 2013.

Australia Day (anciennement Anniversary Day, jour de la Fondation et ANAl Day) est célébrée chaque année le 26 janvier, la date commémore l'arrivée de la première flotte européenne à Sydney Cove en 1788 et la proclamation, à l'époque, de la souveraineté britannique sur la côte est de la Nouvelle-Hollande. Bien qu'il ne soit fêté officiellement sur tout le territoire australien que depuis 1935 et qu'il ne se soit enraciné culturellement qu'à la fin des années 1980, les premières célébrations remontent à 1808. Depuis 1935, cette fête célèbre l'unité nationale.
Il est actuellement un jour férié public dans chaque État et territoire australien. On y remet le prix de l'Australien de l'année et les autres décorations australiennes. Le premier ministre et les gouverneurs prononcent des discours. Avec des cérémonies citoyennes, des concerts —  comme l'Australia Day Live Concert — et des festivals locaux, la fête est célébrée dans tout le pays. L'Australia Day est devenu le plus grand événement civique annuel en Australie.

## Polémique
La date est controversée, car le 26 janvier est la date de l’arrivée des navires britanniques sur la côte est de l’île, dans la crique de Sydney Cove, le 26 janvier 1788. Bien que depuis 1935, cette fête est censée célébrer l’unité nationale plutôt que l’arrivée des colons, pour les Aborigènes et les insulaires du détroit de Torrès, qui furent victimes d’une colonisation brutale, le 26 janvier reste dans les mémoires comme le “jour de l’Invasion” (Invasion Day). Pour eux, cette date marque avant tout le début d'une longue période de vols, de brutalités, de destructions et de marginalisation coloniales ayant failli faire disparaitre leur peuple. Cette période est encore fraîche dans les mémoires des Aborigènes et des insulaires du détroit de Torrès, car elle a encore pour conséquence aujourd’hui une ségrégation raciale et socio-économique considérable.
En effet, représentant 3 % de la population australienne, ces populations continuent de subir de profondes inégalités : une espérance de vie moindre, un taux de suicide plus important, un accès à l’emploi et aux soins plus ardu. Cette année encore, l’ONG Human Rights Watch a souligné que les aborigènes étaient surreprésentés en prison et que les enfants indigènes avaient 20 fois plus de chances d’être incarcérés que les autres.
Ainsi chaque année, le 26 janvier est pour les aborigènes et insulaires du détroit de Torrès un jour de manifestation pour la modification de la date du Jour de L’Australie, la reconnaissance du génocide et des crimes coloniaux et contre ségrégations raciales et socio-éoconomique qu'ils subissent.
En réponse à ses contestations, une autre commémoration, le National Sorry Day (“Jour national du pardon”), a été instaurée en 1998. Tous les 26 mai, l’Australie se remémore le sort de la “génération volée”, celle des enfants aborigènes séparés de leur famille pendant un siècle, à partir de 1869.
En 2016, la ville de Fremantle annule les festivités du 26 janvier et organise un évènement multiculturel deux jours plus tard. En août 2017, trois conseils municipaux de Melbourne votent pour un changement de date. La ville de Hobart apporte également son soutien à ce mouvement.
Début 2018, le leader des Verts, Richard Di Natale, annonce que son parti ferait dorénavant campagne pour changer cette date, s'attirant les critiques de la quasi-totalité de la classe politique, à gauche comme à droite.

### ProjetUne voixet manifestations du 26 janvier 2023
Anthony Albanese, a déclaré a l’amont de l'Australia Day 2023 « Nous n’avons pas de plans pour changer Australia Day ». Cependant, depuis les élections fédérales de mai 2022, le premier ministre travailliste a annoncé qu'il demanderait en d'ici novembre 2023 aux Australiens de se prononcer par référendum sur la création d’un conseil consultatif baptisé "Une voix" (en), représentant les Aborigènes et les insulaires du détroit de Torrès auprès du Parlement. Les membres de ce conseil donneraient des avis au Parlement sur les sujets politiques, économiques et sociaux les concernant. L'objectif est d’avancer vers une réconciliation et de surmonter le passé colonial.
La journée du 26 janvier 2023 a alors pris une importance particulière tant le pays semble à un tournant dans les relations postcoloniales. Des manifestations, les plus importantes jamais organisées par les aborigènes ont  eu lieu dans plusieurs villes du pays. Parmi les slogans, un est ressorti particulièrement: “No pride in genocide” (“Le génocide n’est pas une fierté”), contestant le fait de fêter l'unité de la nation le jour du début de la colonisation. Les organisateurs demandent la signature d’un traité entre les peuples autochtones et le reste de la société australienne, étape essentielle, selon eux, avant la création d’Une voix au Parlement. Dans les cortèges, nombreux sont également les non-aborigènes qui leur apportent leur soutien.
Le sujet d’Une voix divise cependant la communauté aborigène. Bien que son parti soutienne le projet, la sénatrice aborigène du parti Vert Lidia Thorpe a lancé le 26 janvier « Nous méritons mieux qu’un organe consultatif ». 
Le projet a rencontré une hostilité frontale de la part du parti d’extrême droite The Nationals, lors du Jour de L'Australie.